# Nid d'espions (film, 1943)
Pour les articles homonymes, voir Nid d'espions.
Pour plus de détails, voir Fiche technique et Distribution.
Nid d'espions (The Fallen Sparrow) est un film d'espionnage américain en noir et blanc réalisé par Richard Wallace, sorti en 1943.
C'est une adaptation d'un roman éponyme (traduit Chute libre en français) écrit en 1942 par Dorothy B. Hughes.

## Synopsis
De retour à New York, un vétéran de la guerre d'Espagne est pourchassé par des espions nazis.

## Fiche technique
- Titre français : Nid d'espions
- Titre original : The Fallen Sparrow
- Réalisation : Richard Wallace
  - Assistants : Sam Ruman
- Scénario : Dorothy B. Hughes (roman original) et Warren Duff (adaptation)
- Musique : Roy Webb (composition) et Constantin Bakaleinikoff (orchestrations)
- Direction artistique : Albert S. D'Agostino et Mark-Lee Kirk
- Décors : Van Nest Polglase (création), Harley Miller et Darrell Silvera (décorateurs)
- Image : Nicholas Musuraca
- Son : Bailey Fesler et James G. Stewart
- Montage : Robert Wise
- Effets spéciaux : Vernon L. Walker
- Costumes : Edward Stevenson (création des robes)
- Production : Robert Fellows
- Société de production : RKO Pictures
- Pays d'origine :  États-Unis
- Format : noir et blanc - projection : 1,37:1 - pellicule : 35 mm - son : mono (RCA Sound System)
- Genre : film noir, thriller, espionnage
- Durée : 94 minutes
- Dates de sortie :
  -  États-Unis : 19 août 1943
  -  France : 15 juin 1945

## Distribution
- John Garfield : John « Kit » McKittrick
- Maureen O'Hara : Toni Donne
- Walter Slezak : Dr Christian Skaas
- Patricia Morison : Barby Taviton
- Martha O'Driscoll : Whitney « The Imp » Parker
- Bruce Edwards : Ab Parker
- John Banner : Anton
- John Miljan : l'inspecteur « Toby » Tobin
- Hugh Beaumont : Otto Skaas

Acteurs non crédités
- William Edmunds : Papa Lepetino
- Nestor Paiva : Jake

## Récompenses et distinctions
Constantin Bakaleinikoff et Roy Webb ont été nommés pour l'Oscar de la meilleure partition pour un film dramatique ou une comédie lors de la 16e cérémonie, mais cette récompense a été décernée à Alfred Newman pour Le Chant de Bernadette.